# Orchestre de l'Opéra de New York
 (février 2025).
Si vous disposez d'ouvrages ou d'articles de référence ou si vous connaissez des sites web de qualité traitant du thème abordé ici, merci de compléter l'article en donnant les références utiles à sa vérifiabilité et en les liant à la section « Notes et références ».
L'orchestre de l'Opéra de New York (en anglais, Opera Orchestra of New York, également connu sous le nom de OONY) est spécialisé dans l'exécution de l'opéra sous forme de concert. Il est particulièrement reconnu pour son travail de présentation d'un répertoire rarement joué. Parmi les nombreuses premières américaines qu'il a présentées figurent Edgar de Puccini, Nerone de Boito et Libuše de Smetana.  

## Histoire

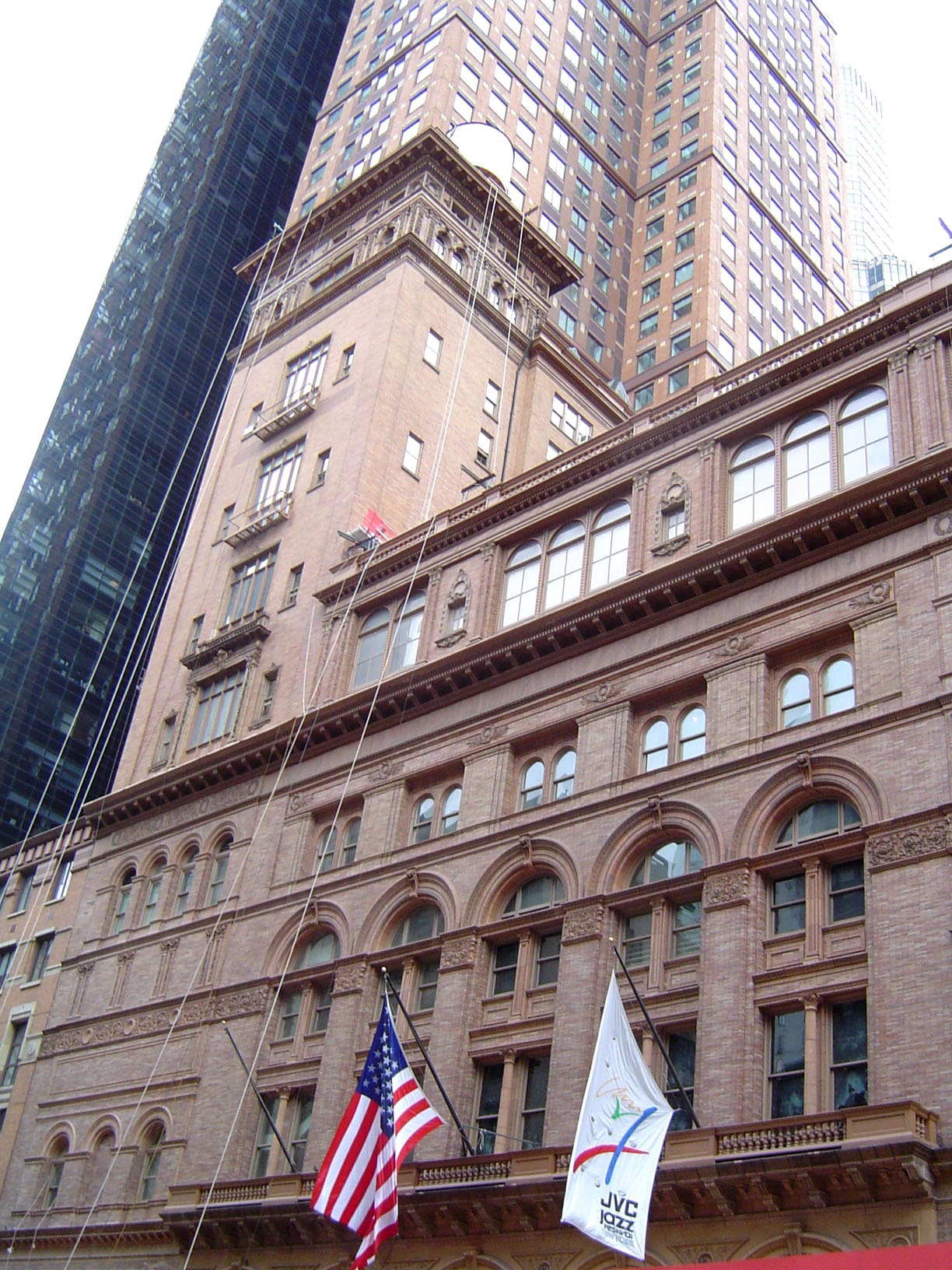
Carnegie Hall, salle de concert de l'OONY.

Fondé en 1971 par Eve Queler, qui reste son chef d'orchestre et directeur musical, l'orchestre a présenté sa première saison en 1972 avec deux opéras – Guillaume Tell de Rossini et L'Africaine de Meyerbeer – joués au Carnegie Hall de New York. Depuis, il a présenté plus de quatre-vingt-dix opéras différents dans cette salle, avec une saison composée de trois à quatre opéras, qui sont également diffusés sur National Public Radio. Par le passé, les billets étaient accompagnés d'un livret complet de l'opéra joué. Cependant, la saison 2007/2008 a introduit pour la première fois des surtitres.  
Des difficultés financières au début de l'année 2007 menaçaient de fermer la compagnie ou de réduire sévèrement sa saison 2007/2008 à un seul opéra. Cependant, ces problèmes ont été surmontés et la saison 2007/2008, comprenant trois opéras, s'est ouverte comme prévu le 13 décembre 2007 avec I due Foscari de Verdi. Un concert de gala supplémentaire célébrant la 100e représentation d'Eve Queler à la direction de l'orchestre au Carnegie Hall a eu lieu en mars 2008. En 2011, The New York Times a rapporté que l'orchestre, sous la direction musicale de Alberto Veronesi, avait retrouvé une stabilité financière.
De nombreux chanteurs d'opéra renommés ont collaboré avec l'orchestre, notamment Plácido Domingo, Nicolai Gedda, Gabriela Beňačková, Montserrat Caballé, Carlo Bergonzi, Renata Scotto, Alfredo Kraus, José Carreras, Dmitri Hvorostovsky, Bryan Hymel, Angela Meade, Jennifer Larmore, Samuel Ramey, James Morris, Angela Gheorghiu, Roberto Alagna, Jonas Kaufmann, Mignon Dunn, Grace Bumbry et Ghena Dimitrova, dont plusieurs au tout début de leur carrière. (José Carreras a fait ses débuts à l'OONY en 1972, le jour de son vingt-quatrième anniversaire.)
En 1978, l'Opera Orchestra of New York a instauré un programme pour jeunes artistes afin de former et mettre en valeur de jeunes chanteurs. Les participants y interprètent de petits rôles lors des représentations au Carnegie Hall et servent de doublures aux rôles principaux. Parmi les anciens participants notables figurent Renée Fleming, Vivica Genaux et Deborah Voigt.

## Enregistrements
- Gaetano Donizetti : Gemma di Vergy (Montserrat Caballé (Gemma di Vergy), Paul Plishka (Guido), Luis Lima (Tamas), Louis Quilico (Comte di Vergy), Natalya Chudy (Ida), Mark Munkittrick (Rolando), Schola Cantorum (Hugh Ross, Directeur) ; Opera Orchestra of New York ; Direction : Eve Queler). Enregistrement en première mondiale, enregistré en direct au Carnegie Hall (14 mars 1976). CBS/Sony.
- Jules Massenet : Le Cid (Grace Bumbry (Chimène), Plácido Domingo (Rodrigue), Paul Plishka (Don Diego), Clinton Ingram (Don Arias), Theodre Hodges (Don Alonzo), Arnold Voketaitis (Le Comte de Gormas), Eleanor Bergquist (L'Infante), Jake Gardner (Le Roi), Peter Lightfoot (L'Envoyé Maure), John Adams (Saint-Jacques), Byrne Camp Chorale (Byrne Camp, Directeur) ; Opera Orchestra of New York ; Direction : Eve Queler). Enregistrement en première mondiale, enregistré en direct au Carnegie Hall (8 mars 1976). CBS/Sony.
- Giuseppe Verdi : Aroldo (Montserrat Caballé (Mina), Gianfranco Cecchele (Aroldo), Juan Pons (Egberto), Louis Lebherz (Briano), Vincenzo Manno (Godvino), Paul Ragers (Enrico), Marianna Busching (Elena), Oratorio Society of New York, Westchester Choral Society (Lyndon Woodside, Directeur) ; Opera Orchestra of New York ; Direction : Eve Queler). Enregistrement en première mondiale, enregistré en direct au Carnegie Hall (avril 1979). CBS/Sony.